# Municipio de San Nicolás (Tamaulipas)
El municipio de San Nicolás es uno de los 43 municipios que constituyen el estado mexicano de Tamaulipas. Colinda al norte con el municipio de Burgos, al sur con el de Jiménez, al este con el de Cruillas y al oeste con el municipio de San Carlos.

## Medio físico
El municipio se localiza en la  Sierra Chiquita de Tamaulipas, por lo cual su suelo es completamente montañoso con una elevación promedio de 600 metros sobre el nivel del mar. El río San Nicolás es tributario del Río San Fernando y nace en el municipio. El clima es semiárido y extremoso con frecuentes heladas en invierno debido a su ubicación en la sierra.[cita requerida]

## Clima
| Parámetros climáticos promedio de San Nicolás, Tamaulipas (797 msnm) normales 1981–2010 | Parámetros climáticos promedio de San Nicolás, Tamaulipas (797 msnm) normales 1981–2010 | Parámetros climáticos promedio de San Nicolás, Tamaulipas (797 msnm) normales 1981–2010 | Parámetros climáticos promedio de San Nicolás, Tamaulipas (797 msnm) normales 1981–2010 | Parámetros climáticos promedio de San Nicolás, Tamaulipas (797 msnm) normales 1981–2010 | Parámetros climáticos promedio de San Nicolás, Tamaulipas (797 msnm) normales 1981–2010 | Parámetros climáticos promedio de San Nicolás, Tamaulipas (797 msnm) normales 1981–2010 | Parámetros climáticos promedio de San Nicolás, Tamaulipas (797 msnm) normales 1981–2010 | Parámetros climáticos promedio de San Nicolás, Tamaulipas (797 msnm) normales 1981–2010 | Parámetros climáticos promedio de San Nicolás, Tamaulipas (797 msnm) normales 1981–2010 | Parámetros climáticos promedio de San Nicolás, Tamaulipas (797 msnm) normales 1981–2010 | Parámetros climáticos promedio de San Nicolás, Tamaulipas (797 msnm) normales 1981–2010 | Parámetros climáticos promedio de San Nicolás, Tamaulipas (797 msnm) normales 1981–2010 | Parámetros climáticos promedio de San Nicolás, Tamaulipas (797 msnm) normales 1981–2010 |
| Mes                                                                                     | Ene.                                                                                    | Feb.                                                                                    | Mar.                                                                                    | Abr.                                                                                    | May.                                                                                    | Jun.                                                                                    | Jul.                                                                                    | Ago.                                                                                    | Sep.                                                                                    | Oct.                                                                                    | Nov.                                                                                    | Dic.                                                                                    | Anual                                                                                   |
| --------------------------------------------------------------------------------------- | --------------------------------------------------------------------------------------- | --------------------------------------------------------------------------------------- | --------------------------------------------------------------------------------------- | --------------------------------------------------------------------------------------- | --------------------------------------------------------------------------------------- | --------------------------------------------------------------------------------------- | --------------------------------------------------------------------------------------- | --------------------------------------------------------------------------------------- | --------------------------------------------------------------------------------------- | --------------------------------------------------------------------------------------- | --------------------------------------------------------------------------------------- | --------------------------------------------------------------------------------------- | --------------------------------------------------------------------------------------- |
| Temp. máx. abs. (°C)                                                                    | 37                                                                                      | 39                                                                                      | 43                                                                                      | 45                                                                                      | 42                                                                                      | 47                                                                                      | 42                                                                                      | 40                                                                                      | 39                                                                                      | 38                                                                                      | 37                                                                                      | 38                                                                                      | 47                                                                                      |
| Temp. máx. media (°C)                                                                   | 20.2                                                                                    | 23                                                                                      | 26.4                                                                                    | 29.6                                                                                    | 31.6                                                                                    | 32.4                                                                                    | 32.6                                                                                    | 32.3                                                                                    | 29.8                                                                                    | 27.2                                                                                    | 24.6                                                                                    | 20.7                                                                                    | 27.5                                                                                    |
| Temp. media (°C)                                                                        | 14.2                                                                                    | 16.4                                                                                    | 19.4                                                                                    | 22.3                                                                                    | 25.1                                                                                    | 26.4                                                                                    | 26.6                                                                                    | 26.4                                                                                    | 24.2                                                                                    | 21.2                                                                                    | 18.2                                                                                    | 14.8                                                                                    | 21.3                                                                                    |
| Temp. mín. media (°C)                                                                   | 8.2                                                                                     | 9.7                                                                                     | 12.5                                                                                    | 15                                                                                      | 18.6                                                                                    | 20.4                                                                                    | 20.7                                                                                    | 20.4                                                                                    | 18.7                                                                                    | 15.3                                                                                    | 11.8                                                                                    | 8.8                                                                                     | 15                                                                                      |
| Temp. mín. abs. (°C)                                                                    | -4                                                                                      | -5                                                                                      | -1                                                                                      | 0                                                                                       | 5                                                                                       | 10                                                                                      | 9                                                                                       | 2                                                                                       | 8                                                                                       | 2                                                                                       | 0                                                                                       | -4                                                                                      | -5                                                                                      |
| Precipitación total (mm)                                                                | 39.3                                                                                    | 14.3                                                                                    | 17.7                                                                                    | 32.2                                                                                    | 72.6                                                                                    | 50.1                                                                                    | 76.7                                                                                    | 81                                                                                      | 137.2                                                                                   | 72.4                                                                                    | 23.5                                                                                    | 31.2                                                                                    | 648.2                                                                                   |
| Días de precipitaciones (≥ 0.1 mm)                                                      | 3.9                                                                                     | 2.6                                                                                     | 1.9                                                                                     | 2.8                                                                                     | 3.8                                                                                     | 3.1                                                                                     | 3.3                                                                                     | 4.1                                                                                     | 6.5                                                                                     | 3.6                                                                                     | 2.2                                                                                     | 2.9                                                                                     | 40.7                                                                                    |
| Fuente: Servicio Meteorológico Nacional                                                 |                                                                                         |                                                                                         |                                                                                         |                                                                                         |                                                                                         |                                                                                         |                                                                                         |                                                                                         |                                                                                         |                                                                                         |                                                                                         |                                                                                         |                                                                                         |

## Demografía
De acuerdo al II Conteo de Población y Vivienda del 2005, en el municipio vivían 1044 habitantes, dispersos en distintas poblaciones. El municipio de San Nicolás es peculiar porque es de los pocos municipios en México donde la cabecera no es la población más grande. 
Otras localidades habitadas son Flechadores, El Palmar y Las Vírgenes. Debido a su precaria situación económica, el municipio se ha ido despoblando paulatinamente desde la época de la independencia. En el siglo XVIII, contaba con casi 15000 habitantes atraídos por la riqueza mineral de la región.[cita requerida]

## Economía
De difícil acceso por su geografía accidentada, el municipio de San Nicolás es uno de los más marginados del estado.
Antiguamente la actividad principal era la minería, mas con el agotamiento de las vetas de plata explotadas desde el siglo XVIII, la actividad predominante en el municipio son la agricultura y la ganadería, especialmente la de ganado caprino, así como el turismo cinegético ocasional. Se produce mezcal gracias al cultivo del maguey en la región.